# Fatima Jebli Ouazzani
Fatima Jebli Ouazzani, née à Meknès en 1959, est une journaliste, scénariste et réalisatrice marocaine et néerlandaise.

## Biographie
Elle est née en 1959 mà Meknès. Sa famille s'installe aux Pays-Bas en 1970. Elle quitte le foyer familial à l'âge de dix-huit ans. Elle étudie brièvement la psychologie avant de s'inscrire à l'École néerlandaise de cinéma d'Amsterdam, où elle obtient un diplôme en réalisation et scénarisation en 1992. Elle devient assistante, puis journaliste et réalisatrice de documentaires et de programmes pour la radio et la télévision

## Œuvres

### Dans la maison de mon père
Dans la maison de mon père est son film le plus connu. Ce long métrage est diffusé en 1997. C’est à la fois un documentaire, et une œuvre de fiction, consacré au tabou des relations sexuelles avant le mariage et à l’exigence de virginité, et traite du refus de ces conventions patriarcales et du souhait d’émancipation. Le film entremêle plusieurs récits, et est en partie autobiographique,,,. 
L’œuvre est présentée dans de nombreux festivals, tel la première édition du festival du film documentaire de Thessalonique. Il est plusieurs fois primé, notamment au Festival du cinéma néerlandais d'Utrecht où il remporte le Veau d’Or, au Festival du film de San Francisco en 1998 où il remporte le Spire d'or ainsi qu'au Festival national du film marocain en 1998, où il remporte le premier prix,,. 
Il ne fait pas pour autant l'objet d'une projection commerciale au Maroc, mais est distribué dans d’autres pays, dont la France en 2000.